# ガエタン・ラボルド
ガエタン・ラボルド（Gaëtan Laborde、1994年5月3日 - ）はフランスのサッカー選手。ポジションはFW。OGCニース所属。

## 経歴
2018年8月16日、モンペリエHSCと5年契約を結んで移籍した。移籍金は300万ユーロ。しかしこの移籍交渉はFCジロンダン・ボルドーの監督であるグスタボ・ポジェの了承なしで行われていたため、ポジェは激怒、ラボルドを放出したことを批判したことで、ボルドーから1週間の職務停止命令を受けた。
2021年8月31日、スタッド・レンヌと4年契約を結んだ。